# Nummis (Nyland)
Nummis eller Nummi (finska: Nummi) var en självständig kommun i Nyland i Finland fram till 1 januari 1981, då kommunen slogs samman med Pusula för att bilda den nya kommunen Nummi-Pusula. Nummis kommun hade grundats år 1863. År 1908 var ytan (landsareal) 196,4 km², invånarantalet 2 729 och befolkningstätheten 14,87 invånare/km². Nummis var en enspråkigt finsk kommun. År 2013 slogs Nummi-Pusula samman med Lojo och nuförtiden är Nummis och Pusula stadsdelar i Lojo.
Grannkommuner till Nummis före 1981 var Kiikala, Lojo landskommun, Pusula, Sammatti, Sommarnäs, Suomusjärvi och Vichtis. Nummis administrativ center var Nummis kyrkby.
Nummis områdesförsamling tillhör Lojo församling som tillhör Esbo stift.
Nummis kyrkby samt med byn Oinola hör till Museiverkets byggda kulturmiljöer av riksintresse.

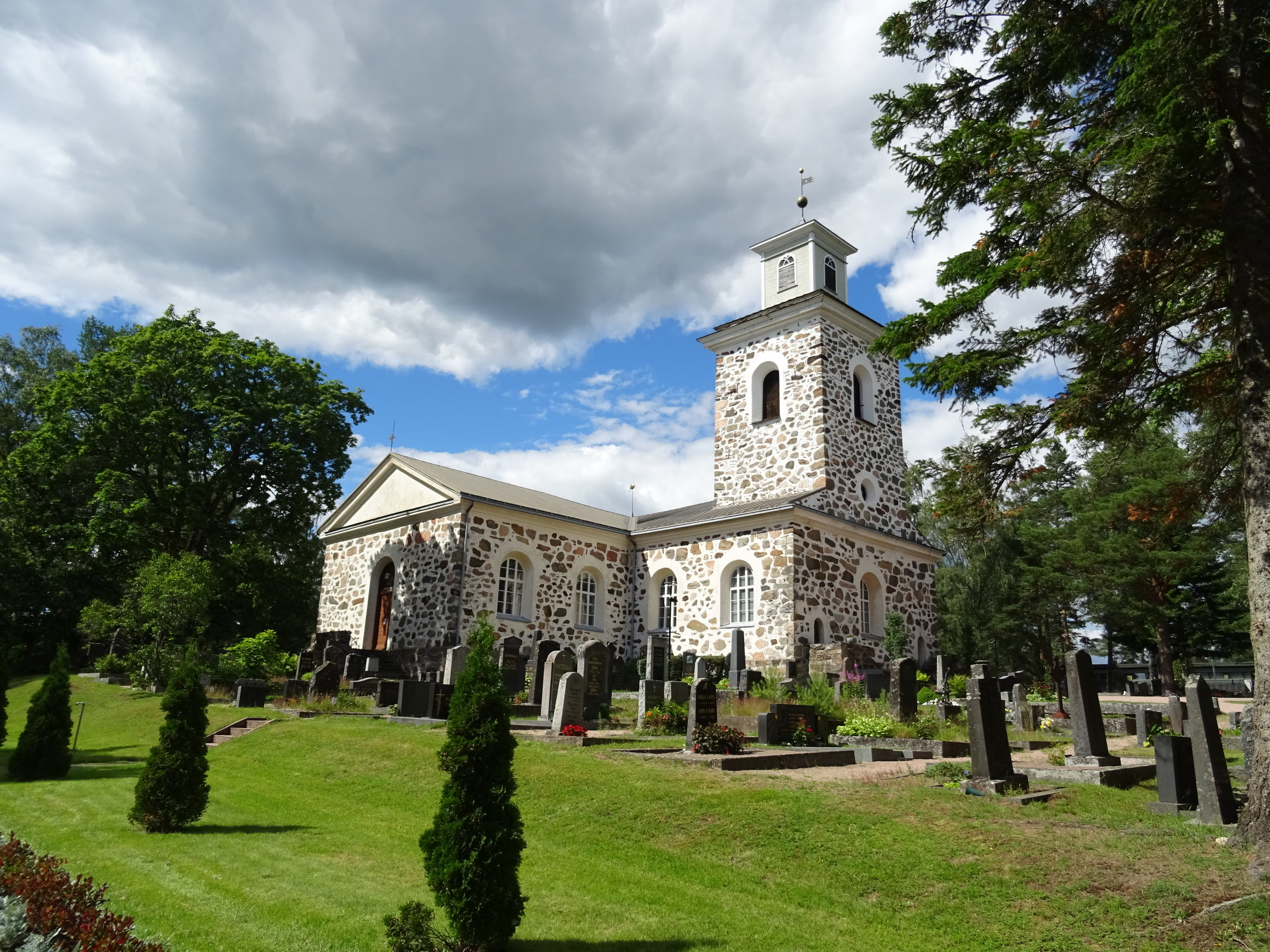
Nummis kyrka

## Historia

### Forntid
Boplatserna från stenåldern har hittats från före detta träsket Hyvelänjärvi på 1800-talet. 

### Nummis under statsmakt
Under 1200-1400-tal var bosättningen i Nummis gles och byar var ofta omringade av stora skogsmarker. Därför hörde Nummis byar först till olika socknar och tre olika län. Leppäkorpi hörde till Uskela socken och Åbo län, när Korkeaoja, Heimola, Mäntsälä, Vivola, Pälölä, Hyrsylä, Mettula och Salonkylä hörde till Vichtis socken och Tavastehus län. Resten av byar hörde till Lojo socken och Nylands län. Alla byar i Nummis hörde till Lojo tingslag.
Byar i Nummis hörde också till 6 olika bol (en medeltida administrativ territoriell enhet i Raseborgs och Åbo län motsvarande fjärding) som var: Raati bol, Pitkäjärvi bol, Hirvijoki bol, Vastalahti bol, Koisjärvi bol och Elpiö fjärding.
Enligt en undersökning från 1784 var Nummis den andra rikaste ort i hela Nylands och Tavastehus län när man tittade på spannmålsresurser. Endast Borgå var rikare än Nummis. Ännu år 1812 var Nummis sockenmagasinets värd cirka 12 000 riksdaler.
Kyrkligt hörde alla byar i Nummis till Lojo församling. Enligt tradition byggdes den första kyrkan i Nummis halvvägs på 1500-talet. Denna kyrka betjänade människor i Nummis och Pusula, området som då kallades också Övre-Lojo. En större kyrka av trä byggdes senare på samma plats vid Nummis gamla gravgården på 1600-talet. Den nuvarande Nummis gråstenkyrka blev färdig år 1822 när den gamla träkyrkan som var i dålig skick revs.
Administrativt centrum i Nummis kommun var Nummis kyrkby där Nummis sockenstuga och senare också Nummis kommunhus låg.

### Som en självständig kommun
Nummis fungerade som Lojos kapellförsamling fram till år 1863 när Finlands senat beslöt att Nummis kapellförsamling skall bli en självständig församling.
År 1865 lagen ändrade så att tjänster som förr hörde till socken flyttades under de nya landskommuner. Den 5 april 1868 beslöt Nummis sockenstämma att tillsätta kommunstyrelsen i Nummis. Den självständiga Nummis kommun hade fötts.

### Storgårdar och rusthåll
Huvuddelen van Nummis storgårdar och rusthåll bestod först i början av 1600-talet. Då bildade rusthållare i Nummis hälften av alla 30 rusthållare i hela Lojo socken. År 1682 hade Lojo 75 rusthåll sammanlagt varav 28 fanns i Nummis.

#### Säterier
Det fanns två säterier i Nummis; Kovela säteri och Mäntsälä säteri.

#### Rusthåll
Lista över rusthåll i Nummis:
Ali-Vilkki, Haarla, Immola, Jaakkola, Knuutila, Koski, Kouvo, Koiranpöyli, Kraami, Kuusto, Lanki, Lintu, Lonkala, Lukkari, Luttula, Millola, Mommola, Mäki, Pakkala (i byn Oittila), Pakkala (i byn Sierla), Pelli, Pellukka, Pirkkula, Roni, Seppä, Siipoo, Storgård, Söderkulla, Torsti, Uotila (i byn Hyvelä), Uotila (i byn Järvenpää), Vilkki och Yli-Vilkki.

#### Boställena
Ikusti, Katula, Paakkala och Sarkki fungerade som soldatboställen.
Bergkulla i Jättölä by fungerade som kaplansboställe.

### Adel i Nummis
Sammanlagt 10 adelsätter verkade i Nummis och dom hette Boose, Fogelhuvud, von Gertten, Gjös, Gyllenbögel, Ljuster, Rennerfelt, Sabelstierna, Slang och Stiernkors.

## Geografi
Landskapet i Nummis varierar mycket; det finns höga berg, sjöar och mindre dammar, stora brukade åkrar och utbredda skogar. Landskapligt tillhör Nummis i Kisko-Vichtis sjötrakten.
I Nummis finns det största relativa skillnader mellan höjder i Nyland. Den högsta punkten i Nummis är berget Lintukiima som är 157 metrar över havsnivå. 
Berget Lintukiima steg upp från havet för cirka 10 300 år sedan samtidigt som åkrarna i Nummis steg upp för cirka 7000-8000 år sedan.
I östra delar av Nummis och Sydostnummi finns delar av den andra Stängselåsen och i väster i Leppäkorpi byn finns delar av den tredje Stängselåsen.

### Nummis å
Nummis å som börjar från sjön Oinasjärvi i Sommarnäs rinner genom Nummis. Ån rinner upp till sjön Pitkäjärvi och fortsätter att rinna därifrån till Lojo sjö via träsket Musterpyy. På området där det före detta träsket Hyvelänjärvi låg rinner Pusulaån ihop med Nummisån.

### Byar
Haarla, Hakula, Heijala, Heimola, Huhtis (finska: Huhti), Hyrsylä, Hyvelä, Högfors (finska: Korkianoja), Immola, Jakova, Järvenpää, Jättölä, Kovela, Leppäkorpi, Luttula, Maikkala, Maskila, Mettula, Miemola, Millola, Mommola, Mäntsälä, Nummis kyrkby, Näkkilä, Oinola, Oittila, Pakkala, Pälölä, Raatis (finska: Raatti), Remala, Rättlax (finska: Rettlahti), Röhkölä, Salo, Saukkola, Sierla, Sitarla, Tavola, Varttila ja Vivola.
Enligt år 1980 bosättningscentrum begränsning finns det två bosättningscentrum i Nummis; Nummis kyrkby och Saukkola.

## Ekonomi och näringsliv

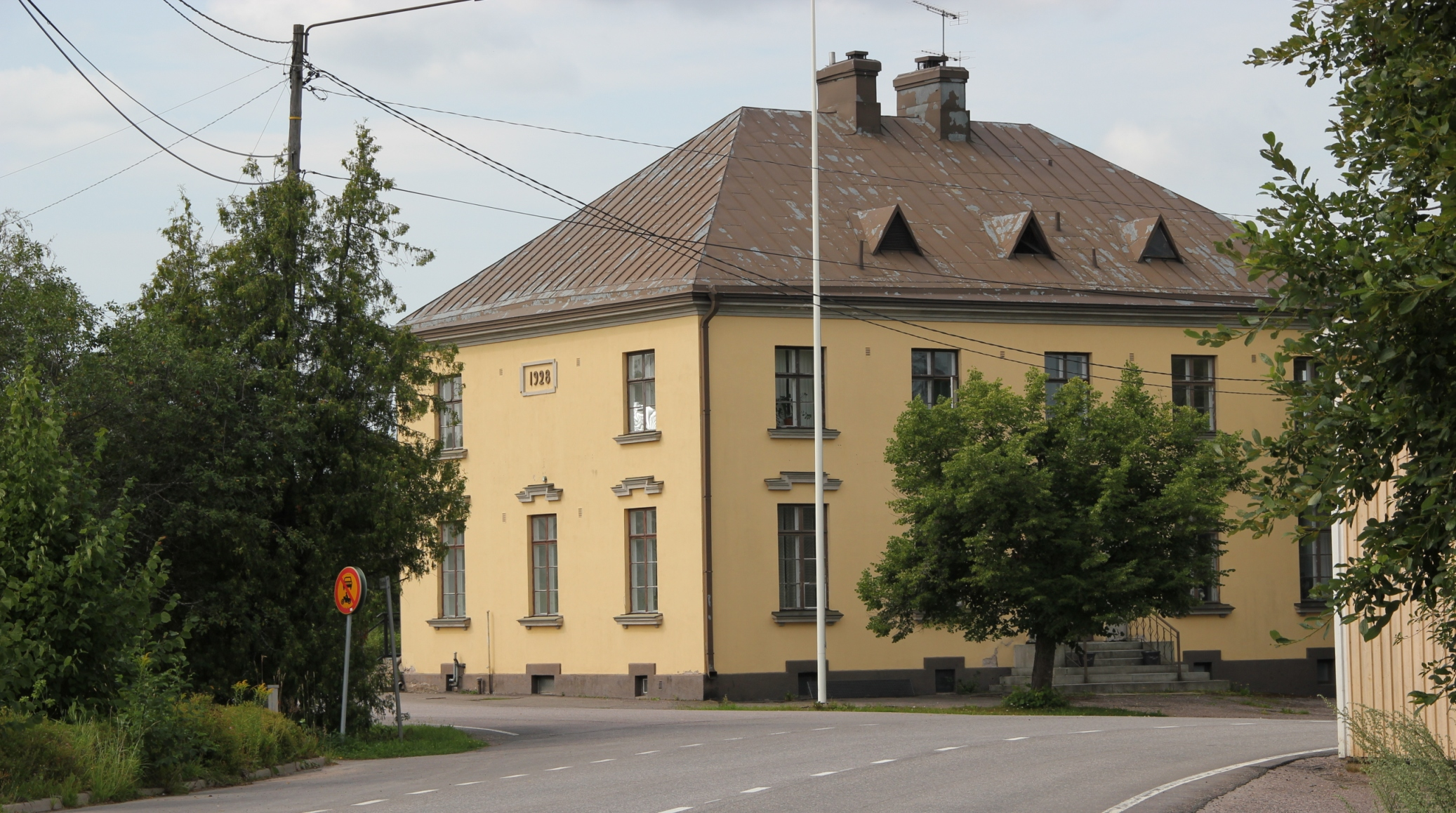
Den gamla sparbanken i Oinola by i Nummis

Det fanns tre självständiga banker i Nummis; Nummis Sparbank, Nummis Andelsfond (senare Nummis Andelsbank) och Pitkäjärvi Andelsfond. Dessa banker gick ihop med större banker under 1900-talet och under 2010-talet stängdes det sista bankkontoret i Nummis.
Andra betydande företag under 1900-talet var till exempel Nummis Andelsmejeri och elföretaget Nummen Sähkölaitos och kvarnen Oinolan Mylly.
Nuförtiden fungerar bland annat plastföretaget EMEK-Muovi Oy i Nummis samt med en av de största vattenpumpsföretagen i Norden; Oy PumppuLohja Ab.

## Utbildning
Under 1700-talet fanns det bara konfirmationsundervisning och klockarens skola i Nummis. På 1830-talet kunde man också gå i söndagsskola, där det var församlingen som tog hand om utbildningen. Vanliga människor kunde nödvändigtvis inte även skriva sitt eget namn och bomärken användes ända fram till 1900-talet.
Mer förmöget folk såsom rusthållarna hade råd att skicka sina barn att studera till Lojo pedagogi. Därifrån kunde man även fortsätta sina studier i Katedralskolan i Åbo.
På 1800-talet fanns det inga skolor i Nummis som ledde till studenten. År 1914 grundades Lojo Samskola (på finska Lohjan Yhteiskoulu) som erbjöd högre utbildning.

### Folkskolan
Den första folkskolan i Nummis byggdes i Oinola år 1871 och den första läraren hette K. H. Alin.

### Läroverket och samskolan
Ett möte för att grunda läroverk i Nummis hölls i Nummis föreningshus den 30 december 1947. Läroverket fungerade först i Saukkola i före detta skyddskårens skottstuga men år 1951 byggde man en ny skolbyggnad bredvid skottstugan.
Snart blev skolan för litet och år 1955 beslöt stödföreningen för Nummis samskola att bygga en ny skola i Oinola på en tomt som donerats av Taimi och Toivo Antseppä. Skolan flyttade till den nya byggnaden år 1957.

### Nummis gymnasium
År 1964 grundades Nummis gymnasium (på finska Nummen lukio) som började att fungera i skolcentrum i Oinola. Namnet ändrades till Nummis högstadium och gymnasium (på finska Nummen yläaste ja lukio). Sedan Nummis och Pusula kommuner slogs samman år 1981 började gymnasiet kallas Nummi-Pusula gymnasium.
Skolan renoverades år 2003–2004 och utvidgades.
Lojo stads gymnasium lades ner efter att Nummi-Pusula blev en del av Lojo år 2013. De sista studentexamen från gymnasiet tagits år 2018.

## Välkända människor från Nummis

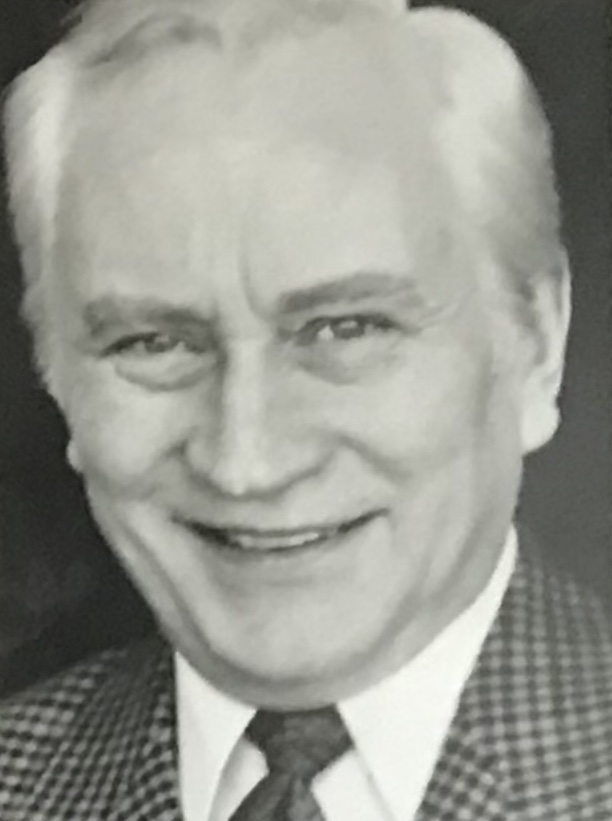
Skådespelaren Esa Saario

Listan över välkända människor från Nummis:
- Karl Lundgrén, spelman
- Pentti Hiidenheimo, riksdagsledamot, fungerade som jordbrukare i Nummis
- Johannes Korhonen, verkställande direktör, fungerade som företagare i Nummis
- Juhani Leppälä, riksdagsledamot och minister, föddes i Nummis
- Martti Marttelin, löpare och olympisk medaljör, ägaren till huset Lanki i Nummis
- Carl Gustaf Ojanen, riksdagsledamot, fungerade som jordbrukare i Nummis

- Esa Saario, skådespelare, föddes i Nummis

- Martti Saario, ekonom och professor i företagsekonomi, ägaren till huset Päkäri i Nummis
- Ruben Stiller, journalist och programledare, föddes i Nummis
- Erkki Tamila, löpare och skidåkare, ägaren till huset Pouhoo i Nummis

## Idrott
Idrottsföreningen Nummen Kipinä grundades år 1912 och anordnar evenemang inom friidrott, löpning och skidåkning.

## Trafik
Riksvägen 1, som ingår i Europaväg 18 sträcker sig genom Nummis. 
Helsingfors-Vanda flygplats ligger 60 km från Nummis.

## Sevärdheter
- Nummis kyrka

- Nummis hembygdsmuseum

- Traktormuseet i Kovela

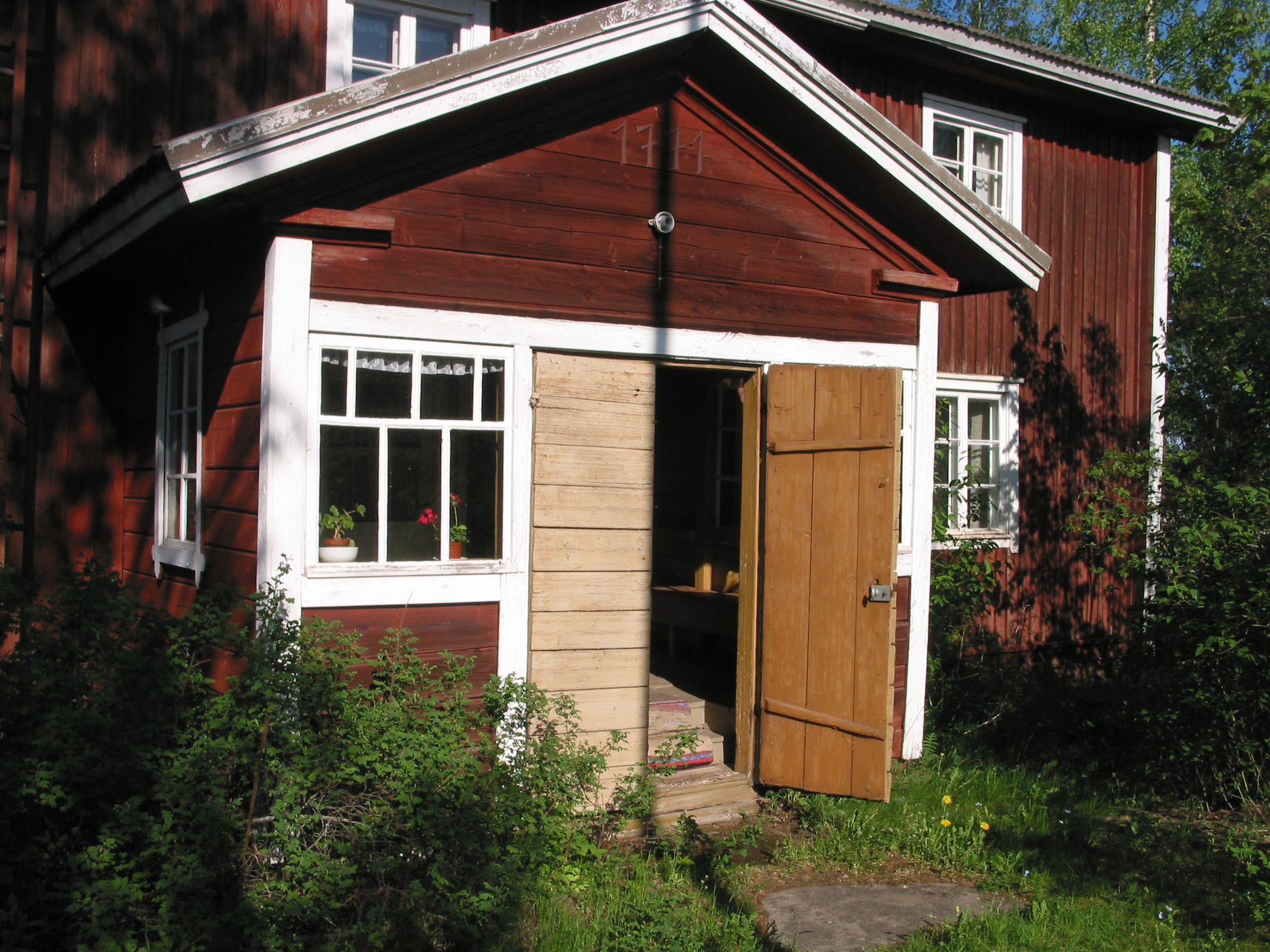
Nummis hembygdsmuseum

- Nummis kyrkby, värdefull kulturmiljö av riksintresse
- Aira Samulins hem Hyrsylän mutka
- Butiken Kasvihuoneilmiö

## Nummis kommunvapen
Nummis kommunvapen var designat av Gustaf von Numers och vapnet valdes som Nummis kommunvapen den 1 oktober 1956. Vapnet föreställer låset på Nummis sockenmagasin som ligger i Nummis kyrkby.
Sedan Nummis slogs samman med Pusula blev Nummis kommunvapen Nummi-Pusulas ny kommunvapen. När Nummi-Pusula blev en del av Lojo stad år 2013 gifte Nummi-Pusula kommun vapnet till samfundet Nummi-Seura som hembygdsvapnet. 